# بیمارستان بین‌المللی کودکان بیجینگ نیو سنتوری
بیمارستان بین‌المللی کودکان بیجینگ نیو سنتوری (به انگلیسی: Beijing New Century International Hospital for Children) بیمارستانی مدیکر در کشور چین است که در سال ۲۰۰۵ میلادی ساخته شده و دارای ۱۰۴ تخت است.